# Juno Temple
Juno Violet Temple, född 21 juli 1989 i London, är en brittisk skådespelare.
Hon är dotter till regissören Julien Temple och filmproducenten Amanda Temple. Vid BAFTA Awards 2013 utsågs hon till årets Rising Star.

## Filmografi (i urval)
- 2006 – Notes on a Scandal
- 2007 – Försoning
- 2007 – St. Trinian's
- 2008 – Den andra systern Boleyn
- 2008 – Wild Child
- 2009 – Year One
- 2009 – Oskuldens tid
- 2009 – Mr. Nobody
- 2010 – Greenberg
- 2010 – Kaboom
- 2010 – Dirty Girl
- 2011 – Little Birds
- 2011 – The Three Musketeers
- 2011 – Small Apartments
- 2011 – Jack and Diane
- 2011 – Killer Joe
- 2012 – The Brass Teapot
- 2012 – The Dark Knight Rises
- 2013 – Lovelace
- 2013 – Horns
- 2014 – Maleficent
- 2014 – Sin City: A Dame to Kill For
- 2020–2023 – Ted Lasso (TV-serie)
- 2023 – Fargo (TV-serie)
- 2024 – Venom: The Last Dance
- 2025 – Roofman